# 스코네주

스코네 주의 위치

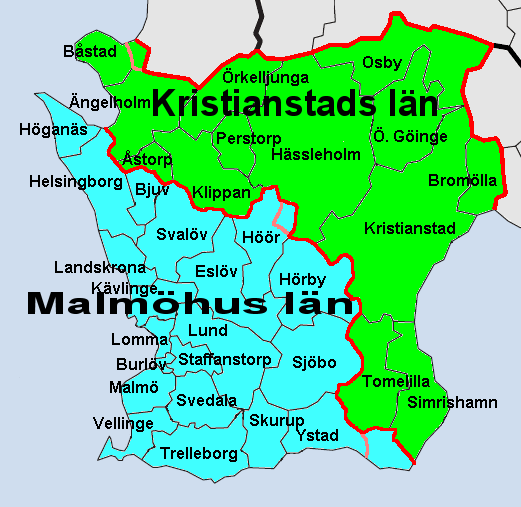
스코네 주로 합병된 2개 주의 위치
파란색: 말뫼후스 주
초록색: 크리스티안스타드 주

스코네주(스웨덴어: Skåne län)는 스웨덴 최남단에 위치한 주로 주도는 말뫼이며 면적은 11,027km2, 인구는 1,251,213명(2011년 기준)이다. 1997년 1월 1일에 크리스티안스타드 주와 말뫼후스 주를 합병하여 신설되었다. 북쪽으로는 할란드주와 크로노베리주, 북동쪽으로는 블레킹에주와 접하며 동쪽으로는 발트해, 서쪽으로는 외레순 해협과 접한다. 그리고, 외레순 해협 서쪽 건너편에는 덴마크와 접한다.
역사적으로는 과거 덴마크의 영토였다. 스웨덴이 덴마크로부터 스코네를 탈환한 이후부터 덴마크와 스웨덴은 숙적 관계가 되었으며 그 관계는 나폴레옹 전쟁 시기까지 지속된다.

스코네 주의 기
스코네 주의 문장

## 자치시

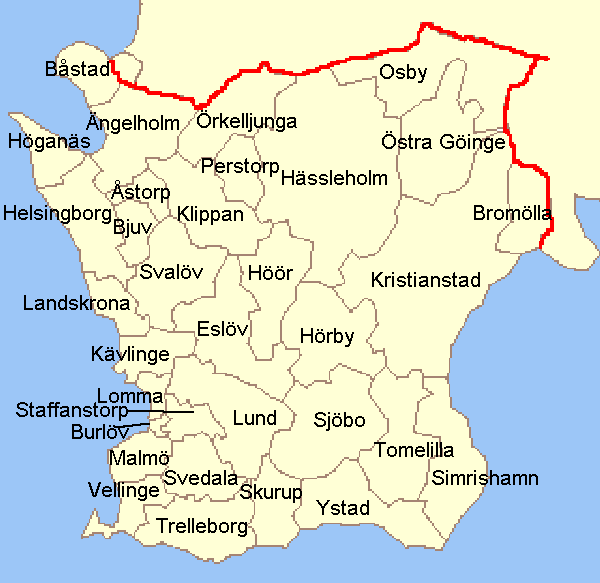
스코네 주의 자치시

스코네주는 33개 자치시로 구성되어 있다.
- 비우브시 (Bjuv)
- 브로묄라시 (Bromölla)
- 불뢰브시 (Burlöv)
- 보스타드시 (Båstad)
- 에슬뢰브시 (Eslöv)
- 헬싱보리시 (Helsingborg)
- 헤슬레홀름시 (Hässleholm)
- 회가네스시 (Höganäs)
- 회르뷔시 (Hörby)
- 회르시 (Höör)
- 클리판시 (Klippan)
- 크리스티안스타드시 (Kristianstad)
- 셰블링에시 (Kävlinge)
- 란스크로나시 (Landskrona)
- 롬마시 (Lomma)
- 룬드시 (Lund)
- 말뫼시 (Malmö)
- 오스뷔시 (Osby)
- 페르스토르프시 (Perstorp)
- 심리스함시 (Simrishamn)
- 셰보시 (Sjöbo)
- 스쿠루프시 (Skurup)
- 스타판스토르프시 (Staffanstorp)
- 스발뢰브시 (Svalöv)
- 스베달라시 (Svedala)
- 토멜릴라시 (Tomelilla)
- 트렐레보리시 (Trelleborg)
- 벨링에시 (Vellinge)
- 위스타드시 (Ystad)
- 오스토르프시 (Åstorp)
- 엥엘홀름시 (Ängelholm)
- 외르셸융아시 (Örkelljunga)
- 외스트라예잉에시 (Östra Göinge)